# El Pinito, Guanajuato
El Pinito är en ort i Mexiko.   Den ligger i kommunen San José Iturbide och delstaten Guanajuato, i den centrala delen av landet, 220 km nordväst om huvudstaden Mexico City. El Pinito ligger 2 085 meter över havet och antalet invånare är 507.
Terrängen runt El Pinito är kuperad söderut, men norrut är den platt. Runt El Pinito är det ganska tätbefolkat, med 124 invånare per kvadratkilometer. Närmaste större samhälle är San José Iturbide, 1,4 km öster om El Pinito. Trakten runt El Pinito består till största delen av jordbruksmark.